# Navette (plante)
Brassica rapa subsp. oleifera
Pour les articles homonymes, voir Navette.
Sous-espèce
Synonymes
- Brassica campestris L.
- Brassica rapa subsp. campestris (L.) A.R.Clapham
- Brassica rapa var. sylvestris Purchas & Ley
- Brassica rapa var. silvestris (Lam.) Briggs
- Brassica rapa [unranked] oleifera DC. (basionyme)

Classification phylogénétique
La Navette est le nom commun francisé de Brassica rapa subsp. oleifera (Brassica rapa Groupe Turnip Rape), une sous-espèce de Brassica rapa, espèce de plantes de la famille des Brassicaceae, originaire d'Europe et du Moyen-Orient.
Le terme « navette » a la même étymologie que le mot « navet » (du latin napus).

## Formes
- La navette d'hiver (Brassica rapa subsp. oleifera forma biennis)
- La navette d'été (Brassica rapa subsp. oleifera forma annua)

## Histoire
La plante est cultivée en France dès le XVIe siècle. Sa culture couvre de grandes étendues dans le nord et l'est de la France dans la première moitié du XIXe siècle, mais la production disparaît pratiquement après la Seconde Guerre mondiale. Elle est remplacée par le colza, plante issue d’un croisement entre un chou et une navette, dont le rendement à l'hectare est supérieur et dont la graine donne une quantité d'huile plus importante (40 à 45 %).

## Utilisation
Les navettes sont cultivées pour leurs graines oléagineuses. La graine contient entre 30 et 35 % d'huile au goût de chou et de navet. 
Elles sont aussi cultivées comme plantes fourragères, plantes de couvert ou engrais verts.
La navette fourragère présente l’avantage de ne fleurir que rarement avant l’hiver, même semée de manière précoce. Cette crucifère est facile à implanter mais plus difficile à détruire. Près de 40 variétés telles que Buko, Chicon, Perko, sont inscrites au catalogue commun des espèces et variétés.
La navette d'été est aussi cultivée pour ses feuilles, qui peuvent se cuisiner à la manière des épinards.

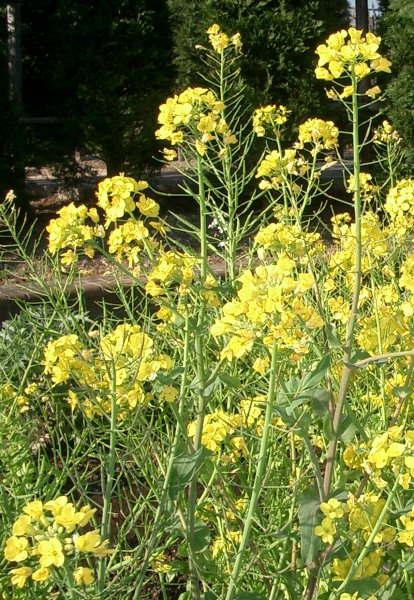
navette en fleurs
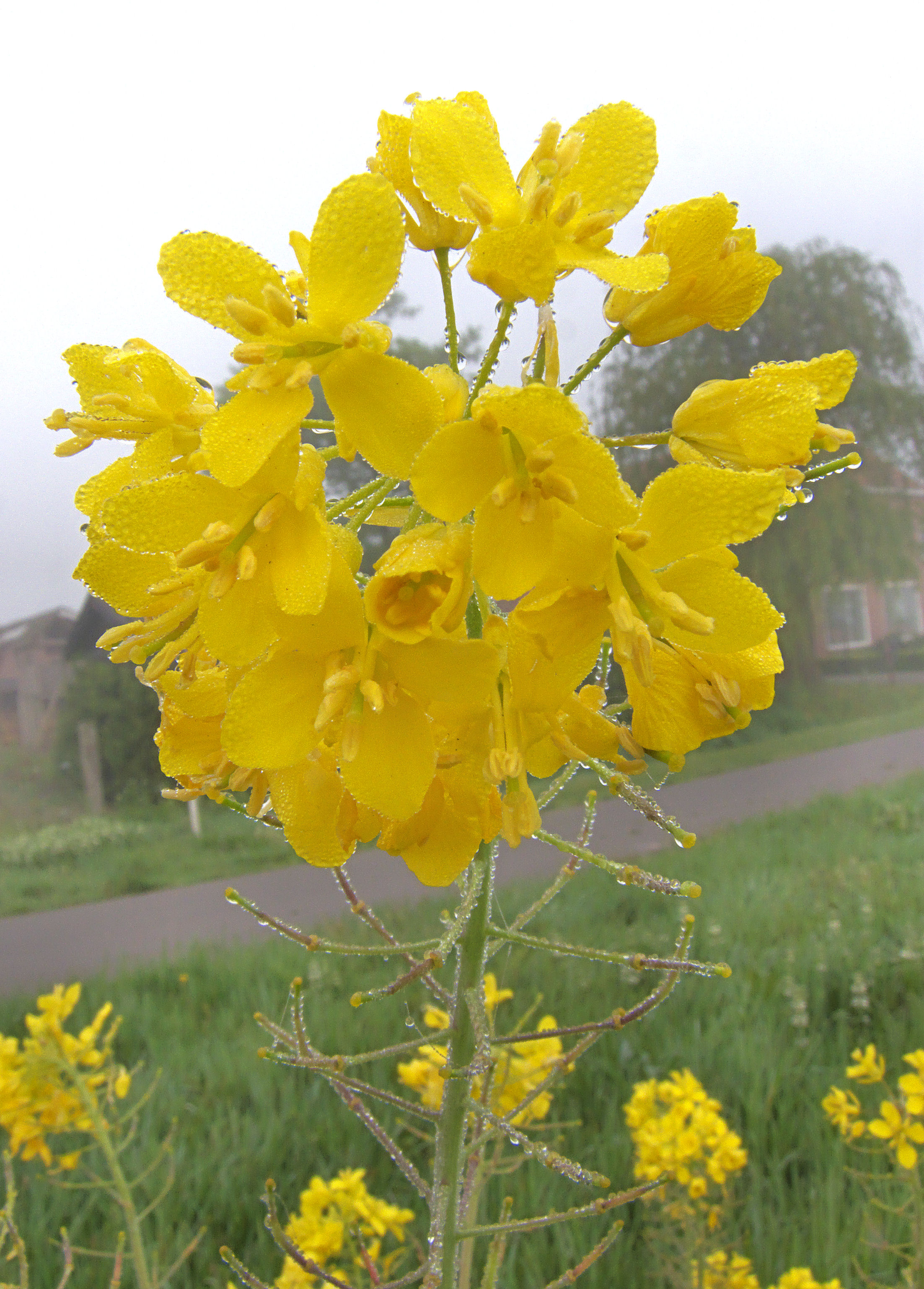
fleurs
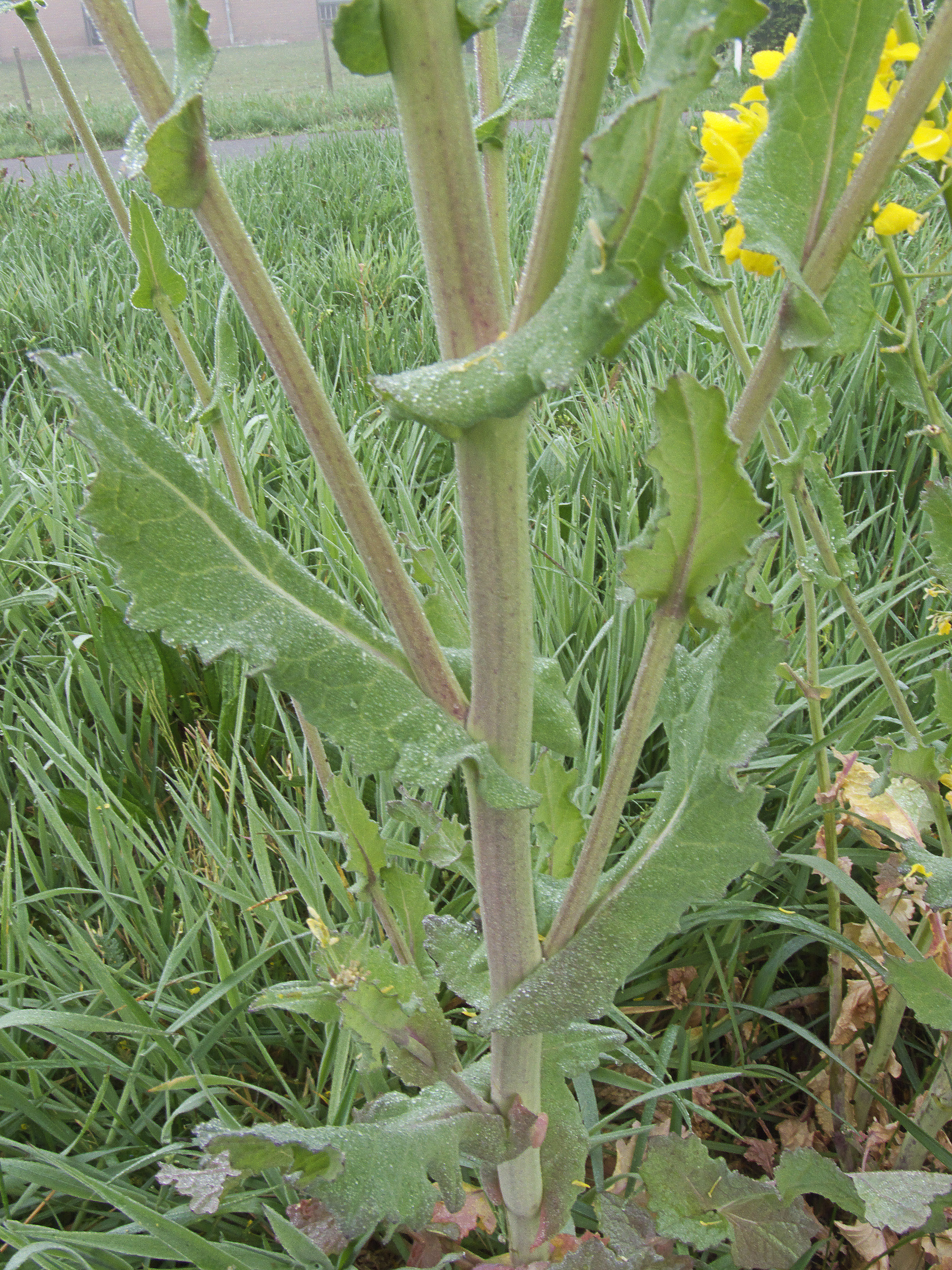
feuilles
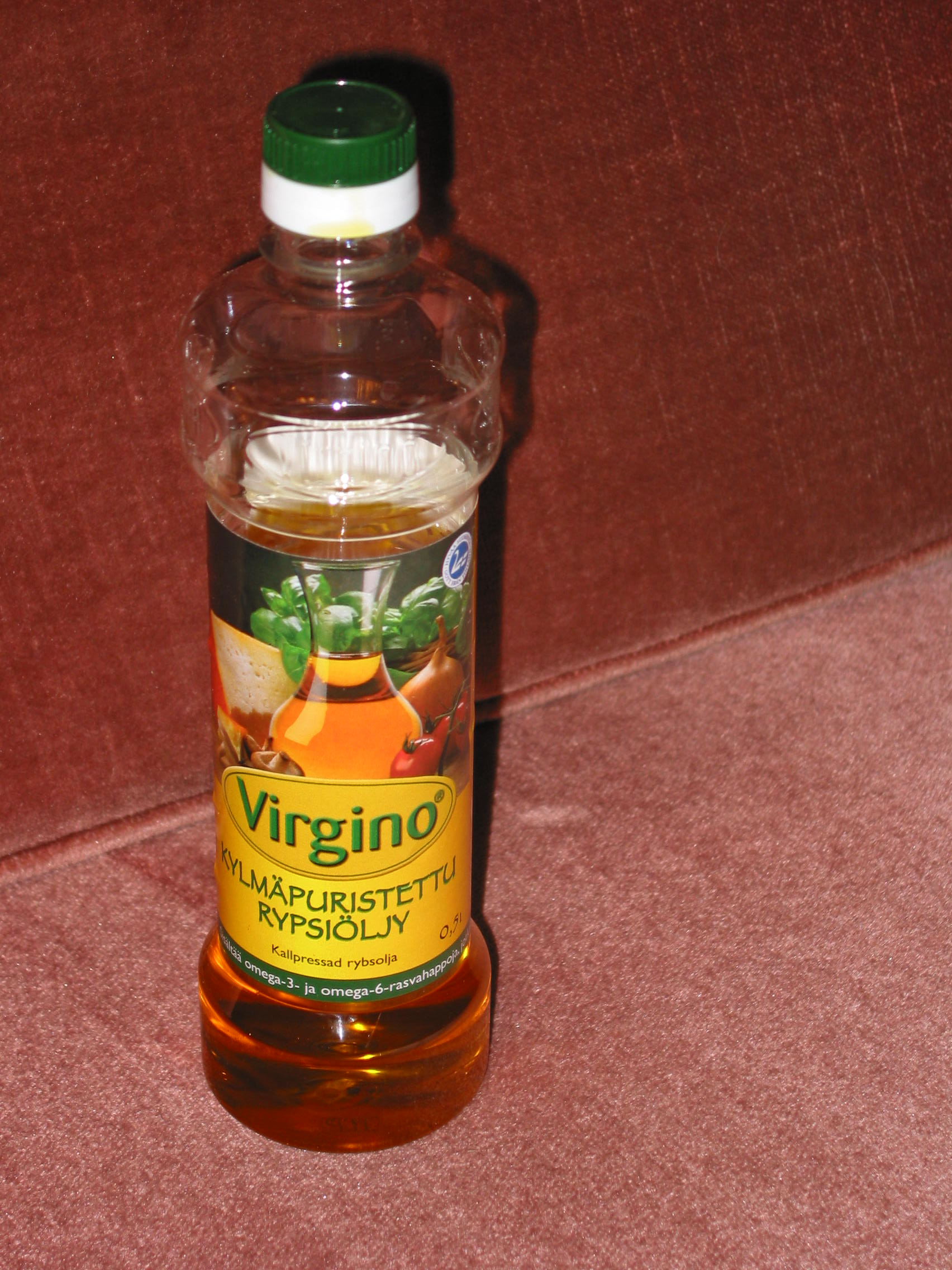
huile de navette vierge extra